# Ellie Haddington
Ellie Haddington (Aberdeen, 17 februari 1955) is een Schotse actrice.

## Biografie
Haddington studeerde van 1975 tot en met 1977 theaterwetenschappen aan de Bristol Old Vic Theatre School in Bristol.
Haddington begon in 1986 met acteren in de televisieserie Unnatural Causes, waarna zij nog meerdere rollen speelde in televisieseries en films. Naast het acteren voor televisie is zij als actrice ook actief in lokale theaters zoals het Young Vic in Lambeth, Londen.

## Filmografie

### Films
Uitgezonderd korte films.
- 2022 Plebs: Soldiers of Rome - als Phaedra
- 2021 Operation Mincemeat - als Hilda Georgina Cholmondeley
- 2021 Beep - als Carol
- 2020 Enola Holmes - als miss Gregory
- 2020 Limbo - als Beatrice
- 2016 Fantastic Beasts and Where to Find Them - als mrs. Esposito
- 2016 Their Finest - als huurbazin van Catrin
- 2010 Mo - als Jean
- 2009 Creation - als Nanny Brodie
- 2009 Gracie! - als Jenny Stansfield
- 2007 Sparkle - als Frances
- 2005 A Very Social Secretary - als Pat
- 2004 Denial - als Sandy de televisiejournaliste
- 2003 Dr. Jekyll and Mr. Hyde - als Florrie Bradley
- 2003 Sons & Lovers - als mrs. Leivers
- 2001 Lawless Heart - als Judy
- 2000 Breathtaking - als DCI Matthews
- 2000 Beautiful Creatures - als Maureen
- 2000 The Wyvern Mystery - als mrs. Tarnley

### Televisieseries
Uitgezonderd eenmalige gastrollen.
- 2016-2022 Motherland - als Marion - 14 afl.
- 2021 Crime - als Avril Lennox - 2 afl.
- 2021 Close to Me - als Wendy - 4 afl.
- 2019 Guilt - als Sheila Gemmell - 4 afl.
- 2016 Ripper Street - als Agatha Chudleigh - 5 afl.
- 2015-2016 Dickensian - als Fanny Biggetywitch -9 afl.
- 2015 Ordinary Lies - als Gina - 2 afl.
- 2003-2015 Foyle's War - als Hilda Pierce - 9 afl.
- 2014 Scott & Bailey - als Evie Pritchard - 2 afl.
- 2011-2013 The Cafe - als Carol Porter - 13 afl.
- 2013 Spies of Warsaw - als Madame Dupin - 3 afl.
- 2012 The Mystery of Edwin Drood - als prinses Puffer - 2 afl.
- 2008-2009 New Tricks - als Jean Bennett - 2 afl.
- 2005-2006 Bad Girls - als Joy Masterton - 11 afl.
- 2004-2005 Life Begins - als Kathleen - 13 afl.
- 2004 Sea of Souls - als Ellen McKay - 2 afl.
- 2003-2004 Holby City - als Nina Yorke - 5 afl.
- 1999 Life Support - als Fiona Drummond - 5 afl.
- 1995-1996 Coronation Street - als Josie Clarke - 28 afl.
- 1994 Cracker - als mrs. Barnes - 2 afl.